# Khang Từ Hoàng thái hậu
Hiếu Tĩnh Thành Hoàng hậu (chữ Hán: 孝静成皇后, tiếng Mãn: ᡥᡳᠶᠣᠣᡧᡠᠩᡤᠠ
 ᠴᡳᠪᠰᡝᠨ
 ᡧᠠᠩᡤᠠᠨ
 ᡥᡡᠸᠠᠩᡥᡝᠣ, Möllendorff: hiyoošungga cibsen šanggan hūwangheo, Abkai: hiyouxungga qibsen xanggan hvwangheu; 19 tháng 6, năm 1812 - 21 tháng 8, năm 1855), còn gọi Hiếu Tĩnh Khang Từ Hoàng hậu, Khang Từ Hoàng thái hậu hay Khang Từ Hoàng quý thái phi hoặc Khang Từ Hoàng quý phi (康慈皇貴妃), là Hoàng quý phi của Thanh Tuyên Tông Đạo Quang Hoàng đế, và là Hoàng thái hậu trong 8 ngày trước khi qua đời dưới triều đại Thanh Văn Tông Hàm Phong Hoàng đế.
Bà là dưỡng mẫu của Hàm Phong Đế, mẹ ruột của Cung Thân vương Dịch Hân, người rất có ảnh hưởng chính sự dưới thời Từ Hi Thái hậu nhiếp chính. Bà chưa từng là Hoàng hậu và cũng như không có người con trai nào đăng cơ để tấn tôn. Thụy hiệu Hoàng hậu của bà được truy phong bởi Hàm Phong Đế, khi ông đã tôn phong bà làm Hoàng thái hậu. Thời Mãn Thanh, bà cùng Đổng Ngạc phi của Thuận Trị Đế là hai trường hợp hiếm hoi không phải Hoàng hậu hay Chính thất khi còn sống, cũng không sinh ra Hoàng đế nhưng vẫn có thụy hiệu Hoàng Hậu.
Trong lịch sử Trung Quốc, bà và Dương Thục phi của Tống Chân Tông là hai phi tần hiếm hoi được Tân đế phong Hoàng thái hậu nhờ công nuôi dưỡng dù không phải mẹ ruột.

## Thân thế

### Dòng dõi đương cao

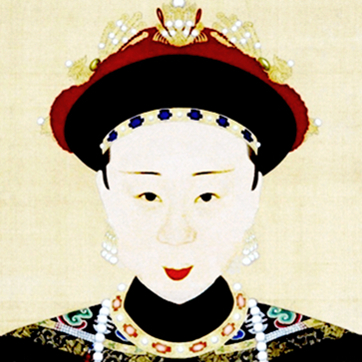
Hiếu Tĩnh Thành Hoàng hậu Bát Nhĩ Tế Cát Đặc thị

Hiếu Tĩnh Thành Hoàng hậu sinh ngày 17 tháng 5 (âm lịch) năm Gia Khánh thứ 17 (1812), sinh trưởng trong dòng tộc Mãn Châu Chính Hoàng kỳ Bát Nhĩ Tế Cát Đặc thị, nhưng thực tế nguyên là Mãn Châu Chính Lam kỳ, có nguồn gốc từ Mông Cổ.
Có một số hiểu lầm, cho rằng dòng dõi của Khang Từ Thái hậu có huyết thống với Hiếu Trang Văn Hoàng hậu, tức xuất thân Khoa Nhĩ Thấm hiển hách. Tuy nhiên, căn cứ theo tông tịch lưu lại thì gia tộc của bà nhìn chung không có quan hệ huyết thống trực tiếp với Hiếu Trang Văn Hoàng hậu dù cùng họ Bát Nhĩ Tế Cát Đặc thị. Đây cũng là bởi vì dòng họ này khá phổ biến đối với người Mông Cổ, như Dự Phi của Càn Long Đế cũng là Bát Nhĩ Tế Cát Đặc Thị, nhưng hoàn toàn không liên quan gì.
Đối với gia thế của Hiếu Tĩnh Thành Hoàng hậu, tư liệu thời Dân Quốc suy ra nhiều suy đoán, có nguồn nói là Mông Cổ Bát kỳ, địa vị khá thấp nên không thể lập làm Hoàng hậu. Nhưng trên thực tế gia thế của bà không tồi, thậm chí nếu so với Hiếu Toàn Thành Hoàng Hậu thì khá hơn hẳn một bậc.
Truy ra tổ tiên, gia tộc bà là hậu duệ của Nguyên Chiêu Tông, tổ tiên xa là Đạt Diên hãn (达延汗) rất nổi tiếng thời nhà Minh. Đạt Diên hãn có 11 con trai, con thứ 9 là Cách Lặc Bác Đa Lặc (格勒博罗特). Bá Đa Lặc sinh ra Ô Ban Tát Nặc Âm (乌班萨诺音), thủ lĩnh của bộ tộc Ngột Lỗi Đặc, có rất nhiều tôn tử. Trong các con cháu của Ô Ban Tát Nặc Âm, có Minh An (明安) và Tỏa Nặc Mộc (琐诺木) thời đầu nhà Thanh đã nhập kỳ. Minh An được phân vào [Mãn Châu Chính Hoàng kỳ] thuộc Thượng tam kỳ, còn Tỏa Nặc Mộc vào [Mãn Châu Chính Lam kỳ] thuộc Hạ ngũ kỳ. Vị Tỏa Mộc Đặc này đây chính là thủy tổ dòng dõi của Hiếu Tĩnh Thành Hoàng hậu. Sau khi nhập kỳ, dòng dõi đại tông của Tỏa Nặc Mộc ké thừa tập tước ["Nhị đẳng Tử"; 二等子], nhưng chi thuộc của Hiếu Tĩnh Thành Hoàng hậu là dòng tiểu tông nên không thể thừa tước.

### Gia thế khá giả
Ở đầu thời Thanh, tổ dòng chi họ của Hiếu Tĩnh Thành Hoàng hậu từng nhậm qua Kỳ nội Tham lĩnh (旗内参领) - một chức quan võ khá cao cấp. Ở thời trung kì nhà Thanh, có Hưng Đức (兴德) ở năm Càn Long thứ 21 thi đậu Cử nhân, sau lại làm đến Đạo viên (道员), vị Hưng Đức này chính là tằng tổ phụ của Hiếu Tĩnh Thành Hoàng hậu. Trong nhà Hưng Đức có bảy con trai, trong đó con trai thứ 4 Ngạc Sơn (鄂山) và thứ 7 Thành Sơn (成山) đều là Tiến sĩ xuất thân, Ngạc Sơn làm đến Thượng thư bộ Hình cao quan, hình thành một chi dòng dõi Chính Lam kỳ Bát Nhĩ Tể Cát Đặc thị có tiếng khoa cử thế gia. Con trai cả của ông tên Bảo Khiêm (葆谦), cũng là Tiến sĩ làm quan, một người con khác là Bảo Hanh (葆亨) làm đến Tuần phủ. Con trai thứ hai của Hưng Đức tên Côn Sơn (崑山), làm đến Viên ngoại lang, vị Côn Sơn này chính là Tổ phụ của Hiếu Tĩnh Thành Hoàng hậu. Côn Sơn sau đó lập gia thất, sinh ra hai con trai, con trưởng là Hoa Lương A (花良阿) làm đến Viên Ngoại lang bộ Hình, con thứ Ngạc Hưng A (岳兴阿) làm đến Bố chính sứ Hồ Bắc.
Cha bà là Hoa Lương A, tuy chỉ là Viên Ngoại lang, song cưới con gái của Thiết mạo tử vương - Huyện chúa Ái Tân Giác La thị thuộc Túc Vương phủ. Huyện chúa là con gái của Túc Cung Thân vương Vĩnh Tích - hậu duệ trực hệ của Túc Vũ Thân vương Hào Cách, con trai trưởng của Thanh Thái Tông Hoàng Thái Cực. Vì nguyên nhân đó, Hoa Lương A trở thành [Huyện chúa Ngạch phò], là con rể chi lớn của Thanh Thái Tông. Hoa Lương A cùng vợ sinh ít nhất có hai con gái, một con gái cả tức Hiếu Tĩnh Thành Hoàng hậu, một con gái nữa về sau được chỉ hôn cho Thành Vương phủ Tông thất Tái Linh (载龄), là cháu 5 đời của Thành Ẩn Thân vương Dận Chỉ, năm Đạo Quang thứ 21 xuất sĩ, làm đến Thượng thư bộ Binh, sau lại kế tục Bất nhập Bát phân Phụ quốc công đại tông tước vị, ở năm Quang Tự còn leo lên được Thể Nhân các Đại học sĩ.
Tuy nhiều đời làm những chức vụ không thực sự cao, song có thể đạt được hàng ngũ thế gia, liên hôn với Thiết mạo tử vương phủ, điều này có thể thấy được gia đình dòng dõi của Hiếu Tĩnh Thành Hoàng hậu không giống người thường. Thậm chí nếu xét công bằng, gia đình của bà là hậu duệ trực hệ của Hoàng tộc nhà Nguyên, có phần vai vế cao hơn hẳn gia tộc Khoa Nhĩ Thấm Bát Nhĩ Tế Cát Đặc Thị - vốn là một chi xa của Hoàng tộc này, hậu duệ của em trai Thành Cát Tư Hãn.

## Đại Thanh phi tần

### Từ vị Quý nhân
Theo cứ liệu trước mắt, bà nhập cung dưới thời Đạo Quang năm thứ 5 (1825), cũng chính là Bát Kỳ tuyển tú lần thứ 2 dưới thời Đạo Quang Đế, với thân phận Chính Lam kỳ Mãn Châu tú nữ, bà trở thành Tĩnh quý nhân (静贵人). Thuận tiện nhắc tới, từ trước mắt tư liệu, trong đợt tuyển tú năm đó có vẻ chỉ có Tĩnh Quý Nhân là được xét tuyển nhập cung. Phong hiệu "Tĩnh", căn cứ Hồng xưng thông dụng (鸿称通用) có Mãn văn là 「Cibsen」, nghĩa là "An tĩnh", "Yên lặng".
Năm Đạo Quang thứ 6 (1826), ngày 7 tháng 4, chiếu tấn phong Tĩnh tần (静嫔). Ngày 23 tháng 10 (tức 22 tháng 11 dương lịch), giờ Hợi, sinh Hoàng nhị tử Dịch Cương (奕綱). Ngày 1 tháng 12, lấy Lễ bộ Thượng thư Tùng Quân (松筠) làm Chính sứ, Lễ bộ Tả Thị lang Thư Anh (舒英) làm Phó sứ, hành Tĩnh tần sách phong lễ. Năm thứ 7 (1827), tháng giêng, Hoàng nhị tử Dịch Cương qua đời sớm, bà được Đạo Quang Đế an ủi mà phong làm Tĩnh phi (静妃). Ngày 20 tháng 4, lấy Lễ bộ Thượng thư Tùng Quân làm Chính sứ, Nội các Học sĩ Chung Xương (钟昌) làm Phó sứ, hành Tĩnh Phi sách phong lễ.
Năm Đạo Quang thứ 9 (1829), ngày 7 tháng 11, buổi trưa, hạ sinh Hoàng tam tử Dịch Kế (奕繼), nhưng rồi cũng chết yểu vào năm sau. Năm thứ 10 (1831), ngày 7 tháng 12, giờ Dần, hạ sinh Hoàng lục nữ Cố Luân Thọ Ân Công Chúa. Năm thứ 12 (1833), ngày 21 tháng 11 (tức ngày 11 tháng 1 năm 1834 dương lịch), hạ sinh Hoàng lục tử Dịch Hân. Thế rồi vào năm sau (1834), ngày 15 tháng 8, Đạo Quang Đế lập Hoàng quý phi Nữu Hỗ Lộc thị làm Hoàng hậu, hậu đãi hậu cung, ra chỉ dụ tấn bà làm Tĩnh Quý phi. Sang năm Đạo Quang thứ 14 (1835), ngày 3 tháng 11, lấy Hiệp bạn Đại học sĩ Lại bộ Thượng thư Văn Phu (文孚) làm Chính sứ, Lễ bộ Hữu Thị lang Văn Khánh (文庆) làm Phó sứ, làm lễ.

### Tấn phong Hoàng quý phi
Năm Đạo Quang thứ 20 (1841), ngày 11 tháng 1 (âm lịch), Hoàng hậu Nữu Hỗ Lộc thị đột ngột qua đời, thụy là [Hiếu Toàn Hoàng hậu]. Sang ngày 25 tháng 4 cùng năm, Đạo Quang Đế ra chỉ dụ tấn phong Tĩnh Quý phi Bác Nhĩ Tế Cát Đặc thị làm Hoàng quý phi. Ngày 17 tháng 12 cùng năm, mệnh Đại học sĩ Vương Đỉnh (王鼎) làm Chính sứ, Lễ bộ Tả Thị lang Quan Thánh Bảo (关圣保) làm Phó sứ, hành Hoàng quý phi sách phong lễ.
Hiếu Toàn Hoàng hậu Nữu Hỗ Lộc thị chỉ sinh hạ duy nhất 1 người con trai là Hoàng tứ tử Dịch Trữ, sau khi Hoàng hậu qua đời thì Dịch Trữ chỉ mới 10 tuổi, nên đã được Đạo Quang Đế giao phó cho Hoàng quý phi Bác Nhĩ Tế Cát Đặc thị nuôi dạy và bảo ban Hoàng tử. Do đó, Dịch Trữ cùng con trai ruột của Hoàng quý phi là Dịch Hân cùng được nuôi dạy khôn lớn, sáng đêm cùng ăn cùng ngủ mà gắn bó như anh em ruột thịt. Hoàng tử Dịch Trữ còn gọi Hoàng quý phi là [Ngạch niết] theo cách gọi mẹ ruột của người Mãn. Tuy nhiên, cả hai vị Hoàng tử lớn lên dần từ từ nhận ra vị thế của mình và từ đó ngấm ngầm ganh đua nhau hòng có được Hoàng vị.
Hoàng lục tử Dịch Hân vốn có tài thao lược, hay tiếp xúc với người Tây (lúc đó người Mãn gọi họ là Dương quỷ tử; 洋鬼子) nên có biệt danh là [Quỷ tử lục; 鬼子六]. Đạo Quang Đế không ưa người Tây, cho rằng Dịch Hân quá giỏi và giao du với họ sẽ "thiếu đức" nên trong lòng không thích Dịch Hân, còn Hoàng Tứ Tử Dịch Trữ lại thể hiện mình là người có hiếu đạo, nhân hậu, dần khiến Đạo Quang Đế ưa thích. Bên cạnh đó, sau chuyện Hiếu Toàn Hoàng hậu bạo băng, Đạo Quang Đế rất thương Dịch Trữ, cuối cùng lấy thân phận Đích tử mà truyền ngôi lại cho Dịch Trữ vào năm thứ 26 (1846).

## Hoàng quý thái phi
Năm Đạo Quang thứ 30 (1850), ngày 14 tháng 1 (tức ngày 25 tháng 2), Đạo Quang Đế băng hà, Hoàng tứ tử Dịch Trữ lên nối ngôi, tức Thanh Văn Tông Hàm Phong Đế.
Ngày 26 tháng 1 (âm lịch) cùng năm, Hàm Phong Đế lấy lý do ["Thị phụng Hoàng khảo thục thận tố trứ, duẫn nghi gia sùng xưng hào dĩ thân kính lễ"] mà ra chỉ dụ tôn phong Hoàng quý phi làm Hoàng Khảo Khang Từ Hoàng quý thái phi (皇考康慈皇貴太妃). Việc một phi tần của Hoàng khảo, sang triều liền có tôn vị ["Thái phi"] là trường hợp hiếm của triều Thanh, do "Thái phi" đều dùng để gọi các phi tần của triều trước nữa có tuổi thọ và danh vọng cao, như Hoàng Tổ Như Hoàng quý thái phi cùng lúc được tấn tôn với bà. Việc này cho thấy sự tôn sùng và kính cẩn của Hàm Phong Đế đối với bà. Con trai bà là Dịch Hân được phong làm ["Hòa Thạc Cung Thân vương"], ban hồng nhung kết đỉnh quan.
Hàm Phong nguyên niên (1851), ngày 15 tháng 3 (âm lịch), mệnh Đại học sĩ Tái thượng A (赛尚阿) làm Chính sứ, Đại học sĩ Kỳ Tuấn Bảo (祁寯藻) làm Phó sứ, chính thức tiến hành lễ sách phong cho Khang Từ Hoàng quý thái phi .

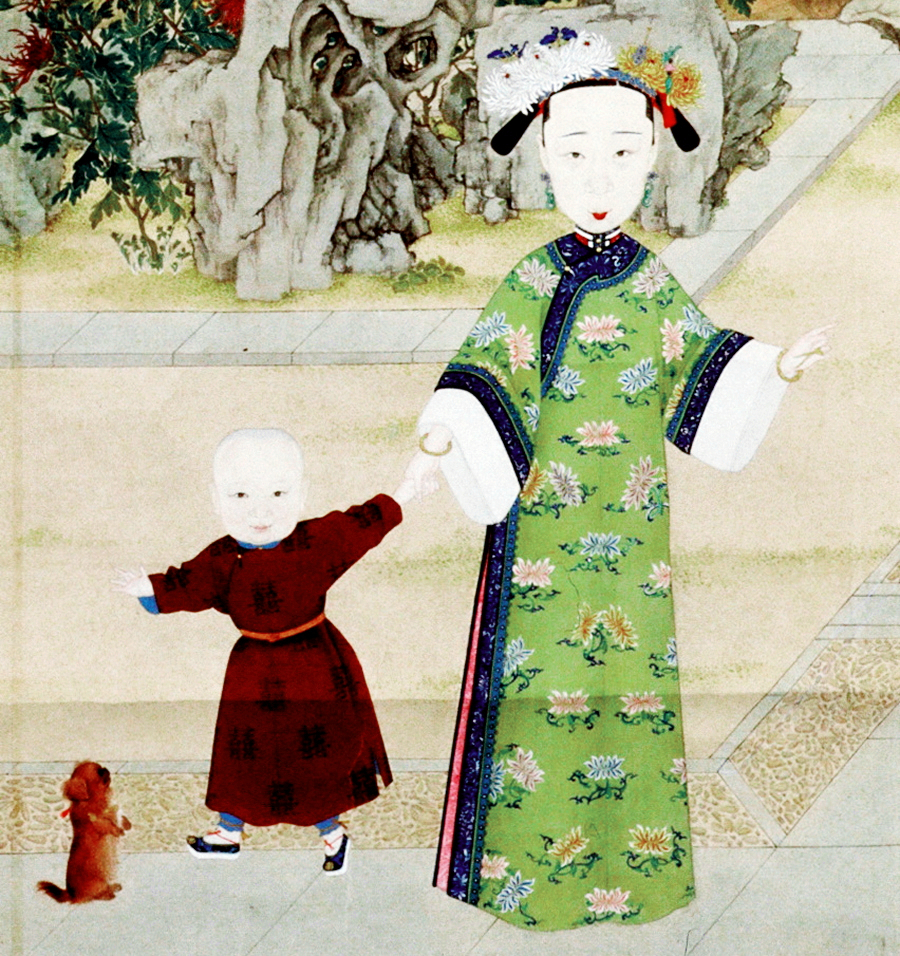
Khang Từ Hoàng quý thái phi và một Hoàng tử (có thể là Cung Thân vương).

Tuy không phải là mẹ ruột nhưng Hàm Phong vẫn kính trọng và yêu mến bà. Trong đại nội, Hoàng đế đặc biệt dâng Thọ Khang cung (壽康宮) cho Hoàng quý thái phi, còn dâng thêm Kỉ Xuân Viên (绮春园) trong Viên Minh Viên phụng dưỡng, theo sử ký ghi lại thì đây chính là khi xưa Đạo Quang Đế dùng lễ này để đối đãi Hiếu Hòa Duệ Hoàng hậu, ngầm ý rõ Hàm Phong Đế đã lấy lễ Thái hậu để đối đãi bà, lễ dành cho bà thậm chí còn hơn cả người là phi tần của Gia Khánh Đế - Hoàng Tổ Như Hoàng quý thái phi. Tuy nhiên, dù được cung phụng đặc biệt như vậy nhưng Khang Từ Thái Phi vẫn chưa thỏa mãn, quan hệ giữa bà và Hàm Phong Đế cũng có vẻ còn nhiều nghi kị vì thân phận.
Tác phẩm Kỳ Tường cố sự (祺祥故事) của Vương Tương Ỷ (王闿运) có nói đến một chuyện rằng. Có một ngày, Cung Thân Vương Dịch Hân sau khi đến Thọ Khang cung vấn an thì rời cung, Hàm Phong Đế sau đó cũng đến. Thái giám muốn báo Thái phi biết, nhưng Hàm Phong gạt tay không cần, từ từ đến bên giường của bà ngồi. Thái phi đương lờ mờ tỉnh lại, thấy bóng người ở đầu giường, tưởng là Cung Thân vương bèn uể oải nói đại ý: "Sao còn ở lại? Ta sẽ thay ngươi làm, không cần lo! Tính tình hắn không an định, chớ dại dột mà sinh nghi hiềm". Trong lời nói có ý oán hận Hàm Phong Đế tính tình cổ quái, Hoàng đế thấy Thái phi hiểu lầm, khẽ gọi: "Ngạch niết". Thái phi biết là Hoàng Đế, chỉ nhìn lại thoáng qua rồi ngủ tiếp, không nói lời nào. Từ đây tình cảm giữa Hàm Phong Đế và Thái phi có rạn nứt và sinh nghi hiềm, Cung Thân vương càng bị nghi kỵ.

## Hoàng thái hậu

### Cầu xin khẩn tôn
Năm Hàm Phong thứ 5 (1855), ngày 1 tháng 7 (tức ngày 13 tháng 8 dương lịch), Khang Từ Hoàng quý thái phi bị bệnh rất nặng.
Hàm Phong Đế đích thân di giá đến cung của bà để thăm, đúng lúc đó Cung Thân vương Dịch Hân ở đó. Hàm Phong liền hỏi bệnh tình của bà thế nào. Cung Thân vương đáp: "Ngạch niết đã sớm không ổn rồi, còn giữ lấy một hơi tàn này chờ Hoàng huynh phong làm Thái hậu thì mới nhắm mắt". Hoàng đế hiếu tâm nghe vậy thì chua xót, chỉ thốt lên "Ôi ôi!". Cung Thân vương liền nhân cơ hội đến Quân cơ xứ truyền Hoàng Đế "Khẩu dụ", lệnh Nội vụ phủ thảo chiếu sách tôn Khang Từ Hoàng quý thái phi thành Khang Từ Hoàng thái hậu (康慈皇太后), lại cho Lễ bộ chuẩn bị điển lễ sắc phong. "Ôi ôi" chỉ là hai từ cảm thán, Cung Thân vương lại lợi dụng thân phận Quân cơ đại thần chiếm lấy tiện nghi, giả mạo chỉ dụ vua. Việc này khiến Hàm Phong Đế vô cùng phẫn nộ, nhưng sự đã rồi cũng không tiện tước bỏ Hoàng thái hậu phong hào.
Chiếu dụ ngày đó của Hàm Phong Đế như sau:
| “                                                                          | 谕惠亲王绵愉等、朕维礼缘于义。首重慈闱之尊养。孝本乎诚。宜崇母范之鸿称。钦惟康慈皇贵太妃。侍奉皇考廿余年。徽柔素著。抚育朕躬十五载。恩恤优加。虽懿德撝谦。而孝忱难罄。今谨上尊号为康慈皇太后。福履无疆。长承爱日之暄。寿考有徵。永协亿龄之庆。一切应行典礼。著该部察例具奏。 ... Dụ Huệ Thân vương Miên Du đẳng: Trẫm duy lễ duyên vu nghĩa. Thủ trọng từ vi chi tôn dưỡng. Hiếu bổn hồ thành. Nghi sùng mẫu phạm chi hồng xưng. Khâm duy Khang Từ Hoàng quý thái phi, thị phụng Hoàng khảo nhập dư niên. Huy nhu tố trứ. Phủ dục trẫm cung thập ngũ tái. Ân tuất ưu gia. Tuy ý đức huy khiêm. Nhi hiếu thầm nan khánh. Kim, cẩn thượng tôn hào, vi Khang Từ Hoàng thái hậu. Phúc lí vô cương. Trường thừa ái nhật chi huyên. Thọ khảo hữu trưng. Vĩnh hiệp ức linh chi khánh. Nhất thiết ứng hành điển lễ. Trứ cai bộ sát lệ cụ tấu. | ” |
| — Chiếu dụ tấn hôn Khang Từ Hoàng quý thái phi làm Khang Từ Hoàng thái hậu | |   |

Ngày 9 tháng 7 (tức ngày 21 tháng 8 dương lịch), tức 8 ngày sau khi sắc phong thì Khang Từ Hoàng thái hậu băng hà tại Thọ Khang cung, hưởng niên 43 tuổi, tạm quàn tại Từ Ninh cung. Ngày 21 tháng 7, đưa kim quan của Khang Từ Hoàng Thái Hậu đến tạm an ở Nghênh Huy điện (迎晖殿) của Kỉ Xuân viên.

### Không có Đế thụy
Ngày 23 tháng 9 năm đó, Hàm Phong Đế truy tặng thụy hiệu là Hiếu Tĩnh Khang Từ Bật Thiên Phụ Thánh Hoàng hậu (孝靜康慈弼天輔聖皇后).
Sách thụy viết:
| “                                        | 崇仪告备，荐玉策以申虔；懿行垂光。勒瑶函而纪实。溯慈晖之煦育，报称宜隆。；献宝箓之鸿称，阐扬莫罄。钦惟皇妣大行皇太后，性成淑慎，范表温恭。华阀钟祥，备坤仪而作则；椒涂摄位。襄内治以宣猷。事皇考者廿余年，恭谨常昭于在昔；抚藐躬者十五载。恩勤克媲于所生。虔思顾复之仁。母仪无忝。聿展尊崇之典；媺德宜彰，延年颂洽乎寰瀛。晋位礼隆夫罔极，方冀慈闱笃祜。长承爱日之欢，何期仙驭升遐。遽抱履霜之感，追攀莫及。永慕弥深，思懿范以如存。受大名而允当；孝彰柔顺；夙娴宫阃之仪；静协安贞。聿表珩璜之度；四海锡康绥之祉，六宫承慈惠之型。宗社凝庥。邦家衍庆，佥言咸翕，众善同符。谨奉册宝。恭上尊谥，曰孝静康慈弼天抚圣皇后。于戏，镂赤文而焕彩，宜特隆归美之称；镌宝册而扬芬，庶稍展追崇之悃。伏冀慈灵默佑，嘉德惟馨。典册常新，等彝章而并重；隆名永协，垂亿禩以无穷。祗备上仪，茂昌景祚。谨言。 . Sùng nghi cáo bị, tiến ngọc sách dĩ thân kiền; ý hành thùy quang. Lặc dao hàm nhi kỷ thật. Tố từ huy chi húc dục, báo xưng nghi long.; Hiến bảo lục chi hồng xưng, xiển dương mạc khánh. Khâm duy Hoàng tỉ Đại Hành hoàng thái hậu tính thành thục thận, phạm biểu ôn cung. Hoa phiệt chung tường, bị khôn nghi nhi tác tắc; tiêu đồ nhiếp vị. Tương nội trị dĩ tuyên du. Sự hoàng khảo giả nhập dư niên, cung cẩn thường chiêu vu tại tích; phủ miểu cung giả thập ngũ tái. Ân cần khắc bễ vu sở sinh. Kiền tư cố phục chi nhân. Mẫu nghi vô thiểm. Duật triển tôn sùng chi điển; 媺 đức nghi chương, duyên niên tụng hiệp hồ hoàn doanh. Tấn vị lễ long phu võng cực, phương ký từ vi đốc hỗ. Trường thừa ái nhật chi hoan, hà kỳ tiên ngự thăng hà. Cự bão lí sương chi cảm, truy phàn mạc cập. Vĩnh mộ di thâm, tư ý phạm dĩ như tồn. Thụ đại danh nhi duẫn đương; hiếu chương nhu thuận; túc nhàn cung khổn chi nghi; tĩnh hiệp an trinh. Duật biểu hành hoàng chi độ; tứ hải tích khang tuy chi chỉ, lục cung thừa từ huệ chi hình. Tông xã ngưng hưu. Bang gia diễn khánh, thiêm ngôn hàm hấp, chúng thiện đồng phù. Cẩn phụng sách bảo, cung thượng tôn thụy, viết: Hiếu Tĩnh Khang Từ Bật Thiên Phụ Thánh Hoàng hậu. Vu hí! Lũ xích văn nhi hoán thải, nghi đặc long quy mỹ chi xưng; tuyên bảo sách nhi dương phân, thứ sảo triển truy sùng chi khổn. Phục ký từ linh mặc hữu, gia đức duy hinh. Điển sách thường tân, đẳng di chương nhi tịnh trọng; long danh vĩnh hiệp, thùy ức tự dĩ vô cùng. Chi bị thượng nghi, mậu xương cảnh tộ. Cẩn ngôn. | ” |
| — Sách thụy Hiếu Tĩnh Khang Từ Hoàng hậu | |   |

Sang ngày 19 tháng 10 (âm lịch) cùng năm, thăng phụ điện Phụng Tiên. Chiếu cáo thiên hạ. Từ đấy, gọi là [Hiếu Tĩnh Khang Từ Hoàng hậu].
Vì Hiếu Tĩnh Khang Từ Hoàng hậu là trường hợp đặc biệt, không phải Hoàng Hậu của Tiên đế, cũng không phải là Đế mẫu, nên Hàm Phong Đế căn cứ theo lệ của Khang Hi Đế dành cho Hiếu Hiến Đoan Kính Hoàng hậu Đổng Ngạc thị mà không thêm chữ Đế thụy [Thành; 成] của Đạo Quang Đế vào cuối thụy hiệu của bà, cũng không thờ Thái Miếu mà chỉ thăng phụ Phụng Tiên điện. Cái lệ này là có từ thời nhà Minh dùng để phân biệt Đích-thứ, vì chỉ có Hoàng hậu nguyên phối của Hoàng Đế nhà Minh mới có [Đế thụy] trong thụy hiệu của Hoàng Đế đó, Đế mẫu dù có tôn làm Hoàng thái hậu, thì thụy hiệu tuyệt nhiên không có Đế thụy. Sang thời nhà Thanh, triều đình bắt đầu từ Hiếu Trang Văn Hoàng hậu đã thêm Đế thụy cho Đế mẫu (không phải Hoàng Hậu của Tiên đế), tuy nhiên trường hợp như Hiếu Tĩnh Khang Từ Hoàng hậu thật sự là chưa từng có tiền lệ. Dù bà có ơn dưỡng dục, nhưng rốt cuộc bà không phải Hoàng hậu của Đạo Quang Đế, càng không phải mẹ sinh của Hàm Phong Đế, nên được tôn thụy 2 chữ Hoàng hậu đối với Hàm Phong Đế mà nói đã là "thiên đại gia ân", dù Cung Thân vương Dịch Hân bất mãn, nhưng Hàm Phong Đế đối với chuyện này cũng không nhượng bộ.
Sau ngày 20 tháng 7 (tức ngày 1 tháng 9 dương lịch) cùng năm, tang lễ của Hiếu Tĩnh Khang Từ Hoàng hậu hoàn thành, thì sang ngày hôm sau, Hàm Phong Đế lấy lý do Cung Thân Vương xử lý tang nghi của Hiếu Tĩnh Khang Từ Hoàng hậu không thỏa đáng, bãi đi chức vụ Quân cơ đại thần, Tông Nhân phủ Tông lệnh cùng chức Đô thống của Mãn Châu Chính Hoàng kỳ. Từ đây đến tận khi Hàm Phong Đế qua đời, Dịch Hân bị giữ ở Thượng thư phòng cấm túc, chỉ có thể quanh quẩn đọc sách. Điều này cho thấy sự nghi kị của Hàm Phong Đế đối với Dịch Hân, được tận dụng triệt để ngay sau khi Hiếu Tĩnh Khang Từ Hoàng hậu qua đời.
Do lệ đời Khang Hi Đế trở về sau, mẫu gia của Hoàng hậu (kể cả truy phong) đều được nâng kỳ, nên vào tháng 10 năm đó, Hàm Phong Đế ra chỉ dụ mẫu tộc của Hiếu Tĩnh Khang Từ Hoàng hậu chính thức trở thành Mãn Châu Chính Hoàng kỳ (满洲正黄旗).

## Cải thêm thụy hiệu
Năm Hàm Phong thứ 7 (1857), ngày 20 tháng 4 (âm lịch), Hiếu Tĩnh Khang Từ Hoàng hậu được an táng tại Mộ lăng Phi viên tẩm (sau xưng Mộ Đông lăng; 慕東陵).
Như vậy, tuy có thụy Hoàng hậu nhưng dẫu sao vẫn là danh không chính ngôn không thuận, bà cũng chỉ có thể ở trong Phi lăng của các phi tần. Đạo Quang Đế sinh thời cương quyết không lập bà làm Hoàng hậu, lại ở Mộ lăng Phi viên tẩm an bài vị trí huyệt mộ cho bà ở song song với Lâm Quý phi. Về sau tuy Hàm Phong Đế tôn bà làm Thái hậu, nhưng không thể trái ý Tiên đế, hạ táng với danh nghĩa Hoàng hậu nhưng vẫn phải nằm cạnh người có địa vị thấp kém hơn mình. Hàm Phong Đế được Hiếu Tĩnh Khang Từ Hoàng hậu nuôi lớn, nên không thể không tỏ ra tôn kính dưỡng mẫu, muốn làm tròn một cái hiếu đạo, nên dụ cho Quân cơ đại thần chỉnh sửa bố cục Phi viên tẩm, xây bảo thành bọc lấy mộ Hiếu Tĩnh Khang Từ Hoàng hậu, vòng ngoài táng 16 phi tần còn lại. Lại thay ngói lưu ly xanh vốn dùng cho Phi tần bằng lưu ly vàng, tương đương với chính thống Hoàng lăng. Như vậy, vừa không trái ý chỉ của Đạo Quang Đế, vừa tôn được địa vị của Hiếu Tĩnh Khang Từ Hoàng hậu.
Năm Hàm Phong thứ 11 (1861), tháng 9, Hàm Phong Đế băng hà, con trai út của bà là Cung Thân vương Dịch Hân giúp đỡ Từ An Thái hậu cùng Từ Hi Thái hậu lật đổ Bát vị Cố mệnh đại thần, công lao hiển hách. Sang năm Đồng Trị nguyên niên (1862), ngày 8 tháng 4 (tức ngày 6 tháng 5 dương lịch), Cung Thân vương Dịch Hân đã cầu khẩn lên Lưỡng cung Thái Hậu, xin gia thụy hiệu cho Hiếu Tĩnh Khang Từ Hoàng hậu và thăng phụ Thái miếu theo đúng quy tắc, Lưỡng cung Thái hậu nghị bàn với triều đình. Sau đó, Lưỡng cung Thái hậu lấy danh nghĩa Đồng Trị Đế ban chiếu, đổi thụy hiệu của bà thành Hiếu Tĩnh Thành Hoàng hậu (孝静成皇后), lại thêm bốn chữ [Ý Chiêu Đoan Huệ; 懿昭端惠], đổi chữ [Phụ; 輔] trong thụy hiệu cũ thành chữ [Phủ; 撫]. Nguyên chữ [Phụ] do Hàm Phong Đế ban mang nghĩa Hiếu Tĩnh Khang Từ Hoàng Hậu là "phụ tá" Hoàng Đế, hoàn toàn có ý không coi trọng bà, nên đến đây đổi thành chữ [Phủ], là hàm ý "dưỡng dục", ý khẳng định công ơn nuôi dạy Hàm Phong Đế của bà, cuối cùng hệ thêm Đế thụy [Thành] của Đạo Quang Đế, rốt cuộc là để nâng lên thân phận của Hiếu Tĩnh Khang Từ Hoàng hậu, chính thức trở thành Hoàng hậu chân chính. Sau việc sửa thụy, thụy hiệu của bà khi ấy là: Hiếu Tĩnh Khang Từ Ý Chiêu Đoan Huệ Bật Thiên Phủ Thánh Thành Hoàng hậu (孝靜康慈懿昭耑惠弼天撫聖成皇后), cũng gọi [Hiếu Tĩnh Thành Hoàng hậu].
Ngày 2 tháng 9 (tức ngày 24 tháng 10 dương lịch) cùng năm, y lệ cho Hiếu Tĩnh Thành Hoàng hậu thăng phụ Thái miếu. Đến đây Bát Nhĩ Tế Cát Đặc thị mới chính thức đạt được Hoàng hậu địa vị, có thể hưởng thụ hậu đại hương khói.
Năm Quang Tự nguyên niên (1875), thêm thuỵ Trang Nhân (莊仁). Năm Tuyên Thống nguyên niên (1909), thêm thuỵ Hoà Thận (和慎). Do vậy, thụy hiệu toàn xưng là Hiếu Tĩnh Khang Từ Ý Chiêu Đoan Huệ Trang Nhân Hòa Thận Bật Thiên Phủ Thánh Thành Hoàng hậu (孝靜康慈懿昭耑惠莊仁和慎弼天撫聖成皇后).

## Hậu duệ
Hiếu Tĩnh Thành Hoàng hậu Bát Nhĩ Tế Cát Đặc thị có bốn người con, 3 hoàng tử và 1 công chúa:
1. Hoàng nhị tử Dịch Cương [奕綱; 22 tháng 11 năm 1826 - 5 tháng 3 năm 1827], con trai thứ hai của Thanh Tuyên Tông. Truy thụy làm Thuận Hòa Quận vương (顺和郡王).
2. Hoàng tam tử Dịch Kế [奕繼; 2 tháng 12 năm 1829 - 22 tháng 1 năm 1830], con trai thứ ba của Thanh Tuyên Tông. Truy thụy làm Tuệ Chất Quận vương (慧质郡王).
3. Thọ Ân Cố Luân Công chúa [固倫壽恩公主; 7 tháng 12 năm 1830 - 13 tháng 4 năm 1859], con gái thứ sáu của Thanh Tuyên Tông. Năm 1844, hạ giá Cảnh Thọ (景寿) của tộc Phú Sát thị, tấn phong Cố Luân Công chúa (固倫公主).
4. Hoàng lục tử Dịch Hân [奕訢; 11 tháng 1 năm 1833 - 29 tháng 5 năm 1898], con trai thứ sáu của Thanh Tuyên Tông. Một hoàng thân có vai trò quan trọng dưới thời Từ Hi Thái hậu. Sau khi mất, truy thụy là Cung Trung Thân vương (恭忠亲王).

## Trong văn hóa đại chúng
| Năm  | Tên phim                                                                               | Diễn viên          | Nhân vật                                       |
| 1988 | Mãn Thanh thập tam hoàng triều II (满清十三皇朝Ⅱ)                                      | Ôn Tuyết Kì 温雪琪 | Bát Nhĩ Tế Cát Đặc thị                         |
| 1990 | Mãn Thanh thập tam hoàng triều chi Huyết nhiễm Tử Cấm thành (满清十三皇朝之血染紫禁城) | Phùng Tố Ba 冯素波 | Bát Nhĩ Tế Cát Đặc thị                         |
| 2005 | Nhất liêm u mộng (一帘幽梦)                                                            | Mã Linh 马羚       | Khang Từ Hoàng thái hậu                        |
| 2006 | Đại Thanh hậu cung chi Hoàn quân minh châu (大清后宫之还君明珠)                        | Trần Vỹ 陈炜       | Bác Nhĩ Tế Cát Đặc Cảnh Trân (博爾濟吉特·景珍) |
| 2011 | Vạn Phụng Chi Vương (万凰之王)                                                         | Hồ Định Hân 胡定欣 | Bác Nhĩ Tế Cát Đặc Tĩnh Du (博尔济吉特·靜瑜)   |
| 2012 | Nữ nhân hoa (女人花)                                                                   | Mã Huệ Trân 马惠珍 | Bác Nhĩ Tế Cát Đặc thị                         |